# Атанас Пъдев
Атанас Стойнов Пъдев е български политик. Народен представител от парламентарната група на Коалиция за България в XLII народно събрание. Занимава се с частен бизнес. Бил е председател е на Общинския съвет от БСП в Павел баня.

## Биография
Атанас Пъдев е роден на 9 март 1975 година в град Павел баня. Има магистърски степени по „Икономика“ в УНСС и по „Право“ във ВТУ „Св. св. Кирил и Методий“. Два мандата е общински съветник в Павел баня до избирането му за депутат. Повече от четири години оглавява общинската структура на БСП в Павел баня.
На парламентарните избори през 2013 година е избран за народен представител в XLII НС от листата на Коалиция за България в 27-и МИР Стара Загора.